# Мёллендорф, Юлиус
Юлиус Мёллендорф (нем. Julius Möllendorf; 1821—1895) — прусский юрист, долгое время работал окружным судьёй в Леобшюце (Leobschütz), в 1876 году был переведён в Потсдам на должность участкового судьи, где и был похоронен . Сочинил ряд известных в своё время кавалерийских маршей. Наибольшую известность приобрёл его «Парадный марш № 1», популярный также в вермахте, а после войны, в новой редакции — также в бундесвере.